# Тефроїт

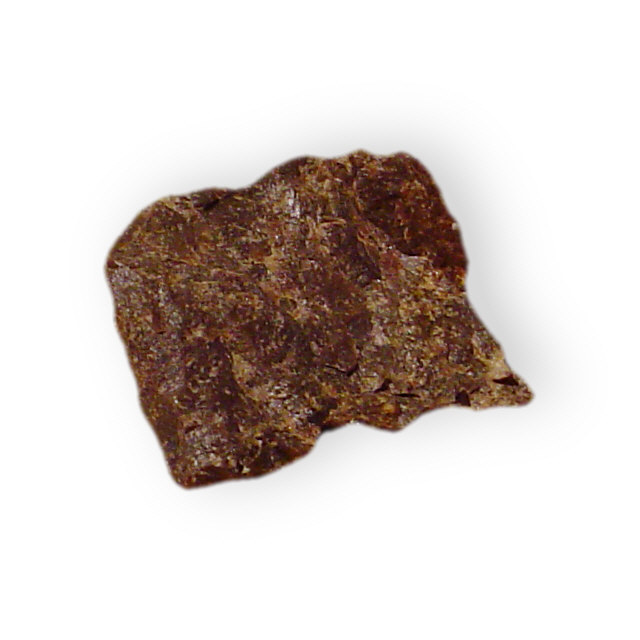
Тефроїт з Японії

Тефроїт — мінерал, манґановий силікат острівної будови з групи олівіну. 

## Етимологія та історія
Назва — від грецьк. «тефрос» — попелястий колір (J.F.A.Breithaupt, 1823).
Мінерал був вперше виявлений у 1823 році в «Шахті Стерлінг Гілл» поблизу Огденсбурга в графстві Сассекс (Нью-Джерсі) і описаний Августом Брайтгауптом. Він назвав мінерал грецьким словом «tephra», що означає попіл, через його часто попелясто-сірий колір.

## Загальний опис
Хімічна формула: Mn2[SiO4]. Містить (%): MnO — 70,2; SiO2 — 29,8.
Сингонія ромбічна. Ромбо-дипірамідальний вид. Форми виділення: щільні маси, рідше — короткопризматичні кристали. Спайність по (010) добра. Густина 3,8-4,4. Твердість 5,5-6,5. Колір від яскраво червоного до попелясто сірого. Блиск алмазний і жирний. Зернистий. Розповсюджений в залізо-магнезіальних родовищах та в скарнах, а також у метаморфізованих магнезіальних осадових породах. 
Зустрічається у орієнтованих зростаннях з вілемітом, родонітом, марганцевими гранатами, франклінітом, цинкітом, гаусманітом, бустамітом, якобситом, діопсидом, гагеїтом, манганокальцитом, глаукохроїтом, кальцитом, банальситом, алеганьїтом. Рідкісний.
Поліморфізм і серія: утворює дві серії, з фаялітом і з форстеритом.
Типовий матеріал зберігається: Фрайберг, Німеччина, Фрайберзька гірнича академія, зразок 23653.

## Розповсюдження
Знахідки: Лонґбан і Пайсберґ (Швеція), штати Нью-Джерсі, Північна Кароліна, Колорадо (США), Каражал (Казахстан). Крім того, є в Бразилії, Англії, Італії, Франції, Південній Африці, Японії, Австралії, Антарктиді.

## Різновиди
Розрізняють:
- тефроїт залізистий (різновид тефроїту, який містить 5—20 % Fe2[SiO4]);
- тефроїт кальцієвий (глаукохроїт — CaMn[SiO4], містить СаО 29,95 %),
- тефроїт магніїстий (різновид тефроїт, який містить > 2 % MgO).